# Sint-Annakapel (Meijel)

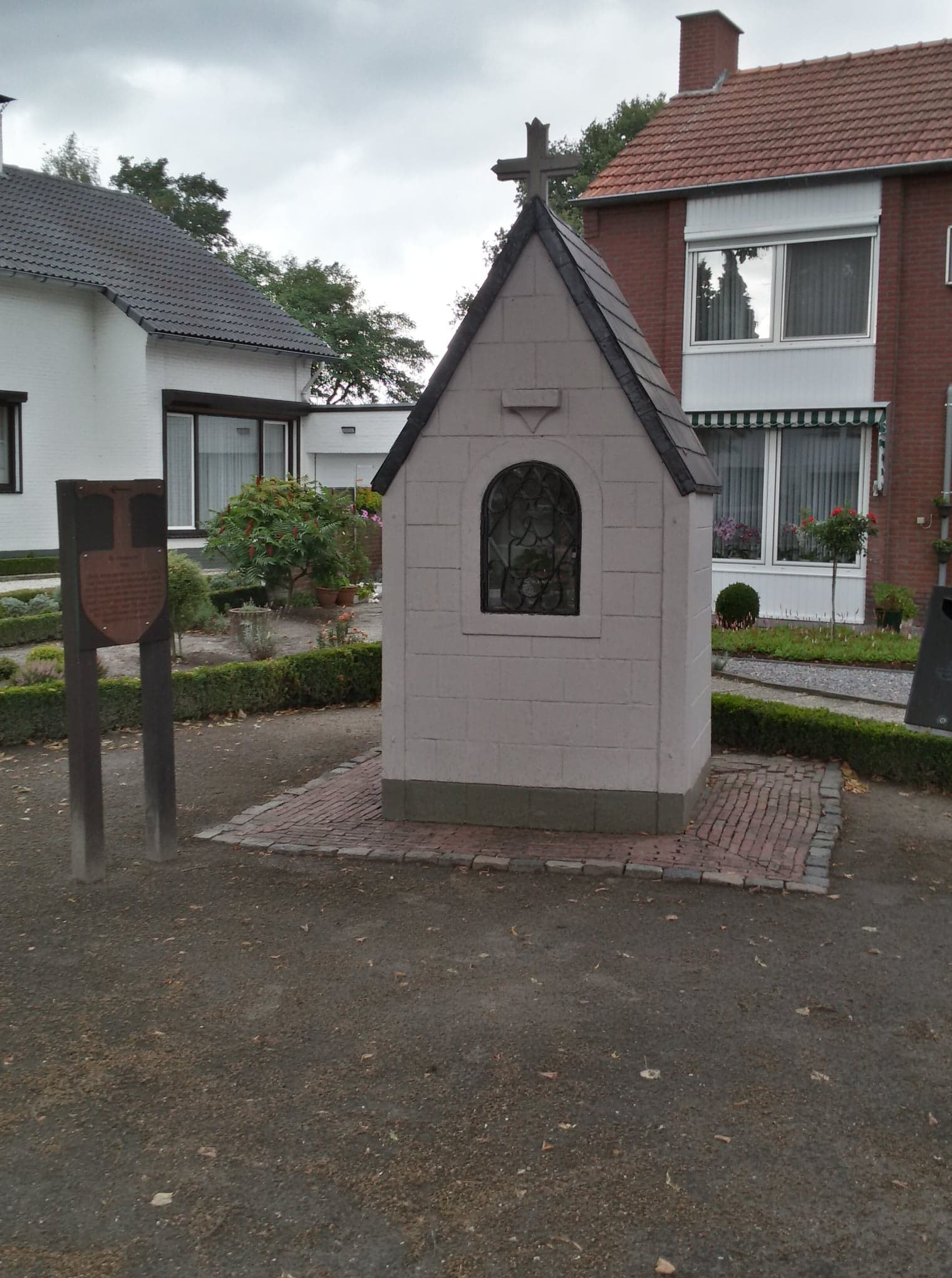
De kapel in Meijel

De Sint-Annakapel is een veldkapel te Meijel in de Nederlandse gemeente Peel en Maas. De kapel staat op de hoek Heufkesweg/Kerkstraat nabij Kerkstraat 37 in het oosten van het dorp. Het kapelletje wordt geflankeerd door twee oude lindebomen.
Op ruim een kilometer naar het westen staat de Heilige-Familiekapel en op krap 1400 meter naar het noordwesten staat de Sint-Antoniuskapel.
De kapel is gewijd aan de heilige Anna.

## Geschiedenis
De kapel, die de oudste nog bestaande veldkapel in Meijel is, werd waarschijnlijk gesticht in 1768. Dit geschiedde door Anna Catharina Schoenmackers, of het moet zijn geweest ter herinnering aan haar, door de pastoor. Zij woonde haar laatste levensjaren in bij haar zoon, pastoor Jean Mathieu Frans Frische, en ze overleed in 1768. Oorspronkelijk stond het in het vrije veld, maar inmiddels is Meijel dusdanig uitgebreid dat het te midden van bebouwing staat.

## Gebouw
De niskapel is opgetrokken op een rechthoekig plattegrond en wordt gedekt door een spits zadeldak met leien. De gevels zijn gecementeerd en voorzien van een steenprofiel. De achtergevel en frontgevel zijn een puntgevel met op de top van de frontgevel een stenen kruis. 
In de frontgevel bevindt zich een rondboogvormige nis die wordt afgesloten met een tralievenster. In de nis staat een Sint-Annabeeldje.